# Crémant

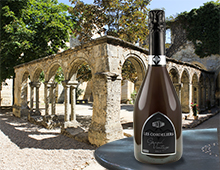
Crémant de Bordeaux Blanc Brut

Crémant is mousserende wijn (schuimwijn) uit Frankrijk en andere Franssprekende gebieden. De wijn wordt gemaakt volgens de méthode traditionnelle. Vóór 1993 werd deze vinificatie méthode champenoise genoemd. Vanwege verwarring met champagne is deze aanduiding buiten het champagnegebied niet meer toegestaan. Sedert 1989 is de term crémant door de Franse wetgeving beschermd. Evenmin mag de term crémant in het champagnegebied gebruikt worden.
In verschillende Franstalige wijngebieden worden crémant-wijnen gemaakt. In Frankrijk vallen zij onder de AOC. Zo kent dit land,
- Crémant d'Alsace; AOC Crémant d'Alsace; gemaakt van auxerrois blanc en pinot blanc.
- Crémant de Bordeaux; AOC Crémant de Bordeaux; gemaakt van sémillon, sauvignon blanc, muscadelle, cabernet sauvignon, cabernet franc, carmenère, merlot, malbec en petit verdot.
- Crémant de Bourgogne; AOC Crémant de Bourgogne; gemaakt van chardonnay, gamay, pinot noir en aligoté.
- Crémant de Die; sedert 1993; gemaakt van clairette.
- Crémant de Jura; kreeg in 1995 zijn AOC; gemaakt van pinot noir, chardonnay, trousseau en savagnin.
- Crémant de Savoie[1]; kreeg in 2015 zijn AOC; gemaakt van minimaal 40% de Jacquere druif, aangevuld met Altesse, Chasselas, Chardonnay, Pinot Noir en Gamay.
- Crémant de Limoux; Blanquette de Limoux is in 1531 ontstaan in de abdij van Saint-Hilaire; Crémant de Limoux bestaat sedert 1990; gemaakt van chardonnay, chenin blanc en mauzac.
- Crémant de Loire; AOC Crémant de Loire sedert 1975; gemaakt van chenin blanc, cabernet franc, cabernet sauvignon, pineau d'Aunis, pinot noir en chardonnay. Grolleau noir is toegestaan als aanvullend ras voor maximaal 30%. De AOC overlapt de AOC's Anjou, Saumur en Touraine.

In Luxemburg kent men,
- Crémant de Luxembourg; sedert 1991 AOC Crémant de Luxembourg; gemaakt van elbling, pinot blanc, riesling en pinot noir.

Crémant de Limoux wordt vaak gemaakt op de Méthode Ancestrale. Hierbij wordt een stille wijn gemaakt, waarbij koeling er voor zorg dat de vergisting vroegtijdig stopt. De wijnen worden gebotteld, waarna de gisting weer opstart in de fles.
Crémants zijn verkrijgbaar als wit en rosé en als brut en sec. Er zijn meer mousserende wijnen die volgens de méthode traditionnelle gemaakt worden. Zie mousserende wijn.